# 圖里圖里尼山
18°13′59″S 68°31′8″W / 18.23306°S 68.51889°W
圖里圖里尼山（Turi Turini），是玻利維亞的山峰，位於該國奧魯羅省的薩亞馬省，處於阿蘇阿蘇尼火山東南面和帕薩維爾基山東北面，屬於安第斯山脈中玻利維亞西部山脈的一部分，海拔高度5,000米。